# بيل كور
بيل كور هو سياسي أمريكي، ولد في 21 يوليو 1948 في سلما في الولايات المتحدة. نشط حزبياً في الحزب الديمقراطي.